# Средиземное море

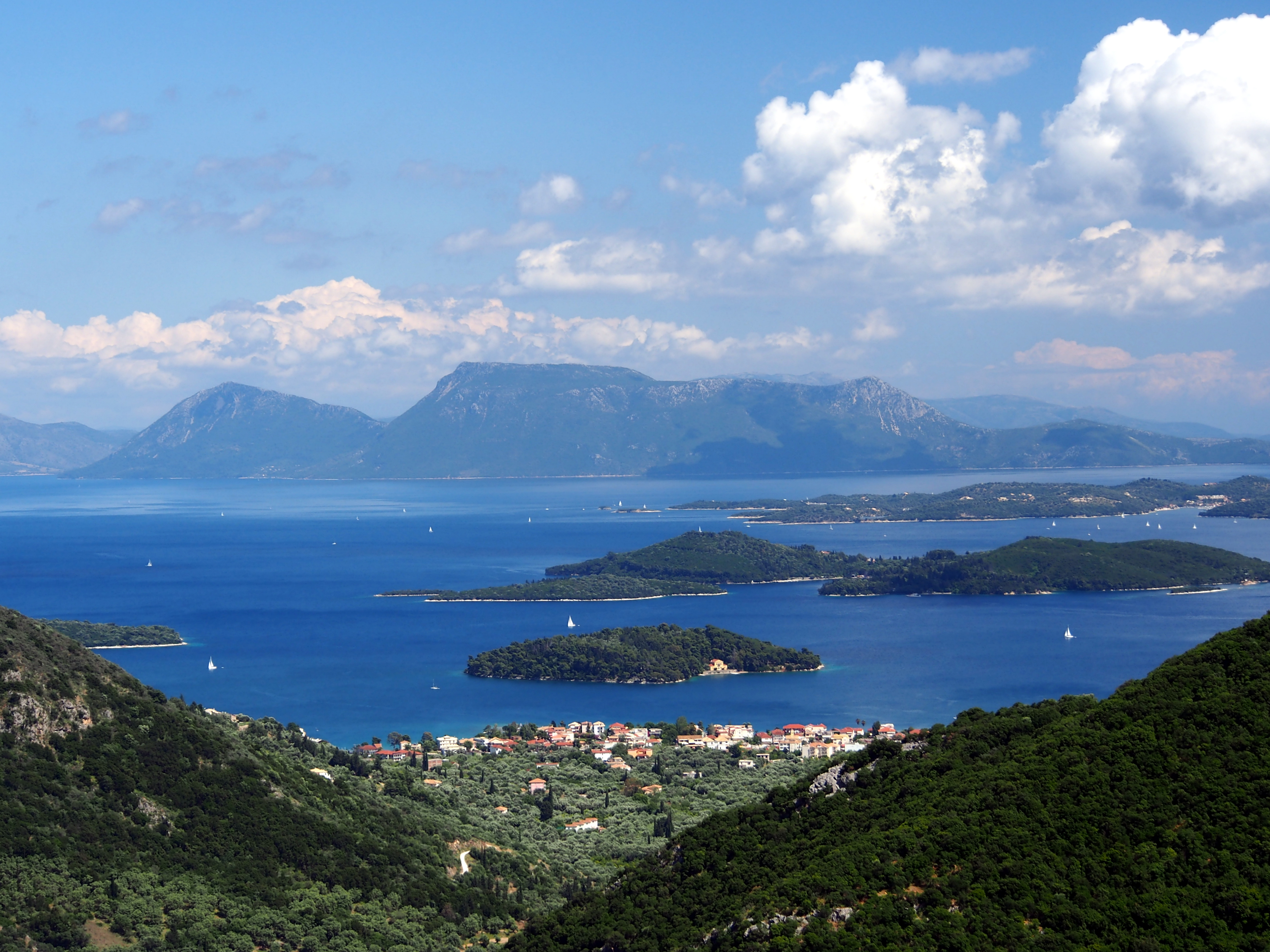
Ионическое море

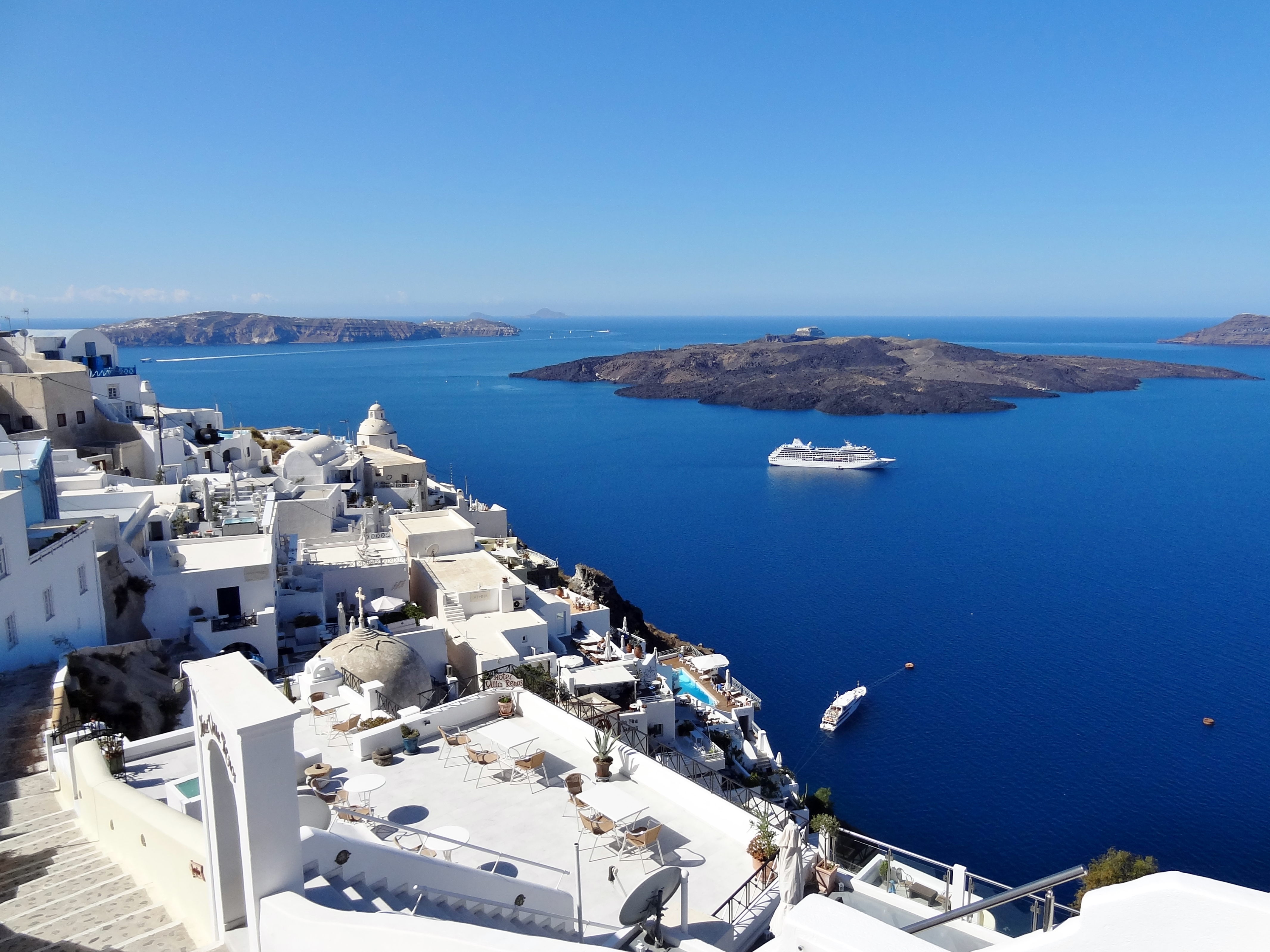
Эгейское море

Средизе́мное мо́ре — межматериковое море, по происхождению представляющее собой глубоководную псевдоабиссальную внутришельфовую депрессию, связанную на западе с Атлантическим океаном Гибралтарским проливом.
В Средиземном море выделяют, как его составные части, моря: Адриатическое, Альборан, Балеарское, Ионическое, Кипрское, Критское, Левантийское, Ливийское, Лигурийское, Тирренское и Эгейское. В бассейн Средиземного моря также входят Мраморное, Чёрное и Азовское моря.
Средиземное море является колыбелью древних цивилизаций.

## Этимология
Название (греч. Μεσόγειος Θάλασσα, лат. Mare Mediterraneum — море посреди Земли) впервые ввёл в оборот античный писатель Гай Юлий Солин, опираясь на представления своего времени, поскольку древние европейские и североафриканские цивилизации развивались в бассейне именно этого моря, служившего естественным путём сообщения между ними.
Исторически, Средиземное море носило различные имена. Например, карфагеняне называли его «Сирийским морем», а поздние римляне называли его Mare Nostrum (Наше море) и иногда Mare Internum (Внутреннее море).
В древних сирийских текстах, финикийских эпосах и еврейской Библии оно было, в первую очередь, известно как «Великое море» (ивр. הַיָּם הַגָּדוֹל‎, Ха-Ям Ха-Гадол, Числа 34:6,7; Иисус Навин 1:4, 9:1, 15:47; Иезекииль 47:10,15,20) или просто «Море» (I Цари 5:9; ср. I Макк. 14:34, 15:11); однако, оно также называлось «Последнее море» (ивр. הַיָּם הָאַחֲרוֹן‎). Из-за своего расположения на западном побережье Великой Сирии или Святой Земли иногда переводилось как «Западное море» (Второзаконие 11:24; Иоиль 2:20). Другим названием было «Море филистимлян» (ивр. יָם פְּלִשְׁתִּים‎, Исход 23:31) по названию народа, населявшего большую часть его берега рядом с израильтянами. Море также называется «Великим морем» (среднеангл. Grete See) в «Главном Прологе» (англ. General Prologue) Джефри Чосера. На османско-турецком языке оно также называлось Bahr-i Sefid, «Чистое белое море».
В иврите оно называется HaYam HaTikhon (ивр. הַיָּם הַתִּיכוֹן‎), «Среднее море», отражая названия моря в греческом (Μεσόγειος), латинском (Mare internum), немецком (Mittelmeer), испанском (Mar Mediterráneo), албанском (Deti Mesdhe) и современных европейских и ближневосточных языках (Mediterranean и т. д.).
Также в арабском оно известно как эль-бахр эль-а́бьяД эль-мутауа́ссиТ (араб. اَلْبَحرْ الأبيض المتوسط‎), «Срединное Белое море», тогда как в исламской и староарабской литературе оно упоминается как бахр эр-рум (араб. اَلْبَحرْ الروم‎), или «Римское/Византийское море».
В турецком языке оно известно как Akdeniz, «Белое море», «Западное море», так как по мнению О. Озтюрка в огузском языке, якобы, белый цвет (ak) означал «запад».

## История
Современное Средиземное море является реликтом древнего океана Тетис, который был гораздо шире и простирался далеко на восток. Реликтами океана Тетис являются также Аральское, Каспийское, Чёрное и Мраморное моря, соответствующие его наиболее глубоким впадинам.
6 млн лет назад, до образования Гибралтарского пролива, Средиземное море соединялось с Атлантическим океаном более мелким проливом, долина которого находится на территории современного Марокко. В эпохи оледенений уровень Мирового океана снижался на 100—120 м, что приводило к тому, что Средиземное море неоднократно становилось изолированным бассейном и почти полностью высыхало (см. Мессинский кризис).
5 млн лет назад, вследствие колоссального землетрясения, воды Атлантического океана пробили Гибралтарский пролив и затопили Средиземноморье.

Битва при Лепанто, ознаменовавшая конец доминирования османского флота в Средиземном море

## Физико-географический очерк
Средиземное море располагается между Европой, Африкой и Азией, из-за чего и получило своё название.
На северо-востоке проливом Дарданеллы оно соединяется с Мраморным морем и далее проливом Босфор — с Чёрным морем, на юго-востоке Суэцким каналом — с Красным морем.
Площадь Средиземного моря 2500 тысяч км². Протяжённость с востока на запад более 3700 км, а наибольшая ширина с севера на юг — 1600 км. Объём воды 3839 тысяч км³. Длина береговой линии около 46000 км.
Средняя глубина 1541 м, максимальная — 5121 м (Центральная котловина).
Берега Средиземного моря у гористых побережий преимущественно абразионные, выровненные, у низких — лагунно-лиманные и дельтовые; для восточного побережья Адриатического моря характерны берега далматинского типа.
Наиболее значительные заливы: Валенсийский, Лионский, Генуэзский, Таранто, Сидра (Большой Сирт), Габес (Малый Сирт).
Крупнейшие острова: Сицилия, Сардиния, Кипр, Корсика, Крит, Балеарские и Эвбея.
В Средиземное море впадают крупные реки Эбро, Рона, Тибр, По, Нил и другие; общий годовой сток их около 430 км³.

Панорама тель-авивского пляжа

### Прибрежные страны
Средиземное море омывает берега 21 государства — члена ООН:
- Европа (с запада на восток): Испании, Франции, Монако, Италии, Мальты, Словении, Хорватии, Боснии и Герцеговины, Черногории, Албании, Греции, Турции (Восточная Фракия);
- Азия (с севера на юг): Турции (Малая Азия), Сирии, Кипра, Ливана, Израиля и Египта (Синайский полуостров);
- Африка (с востока на запад): Египта (африканская часть), Ливии, Туниса, Алжира, Марокко и Испании (Сеута, Мелилья и другие);
- а также трёх территорий иного статуса: непризнанной Турецкой Республики Северного Кипра, Гибралтара и Сектора Газа.

### Внутренние моря

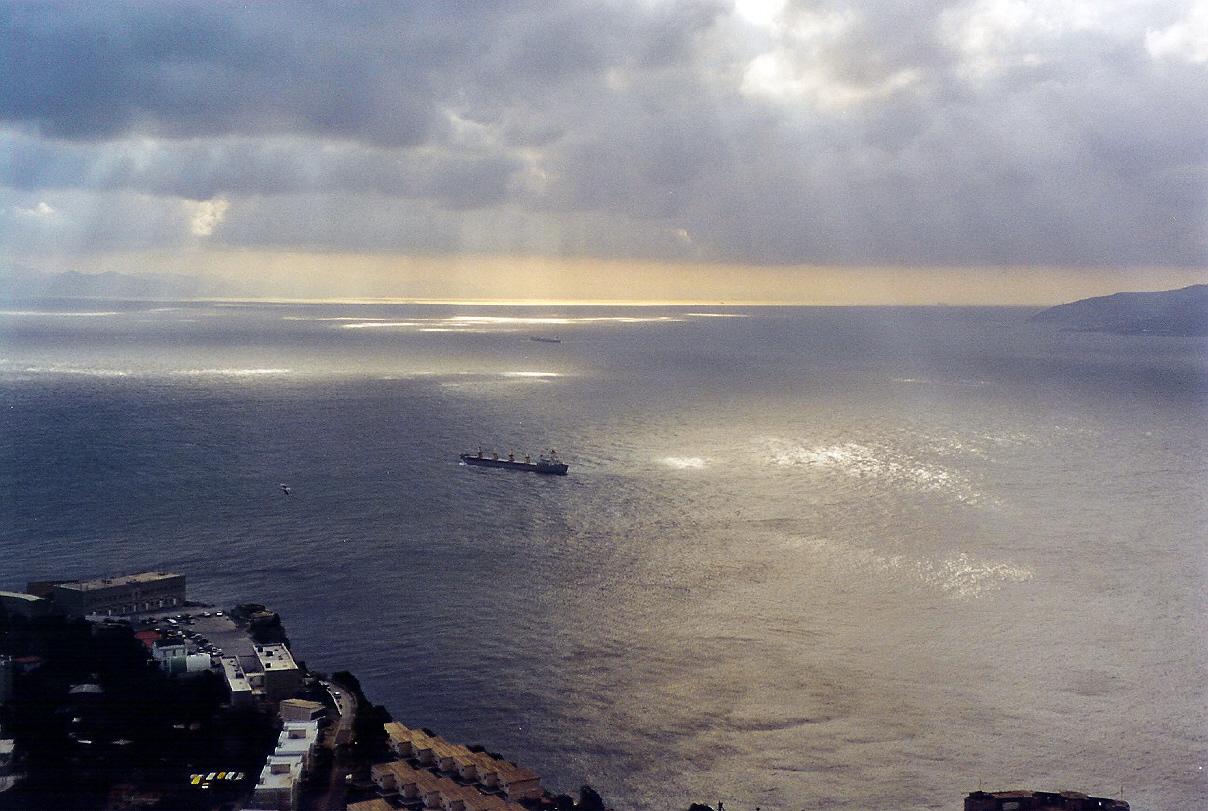
Африка (слева, на горизонте) и Европа (справа), вид со стороны Гибралтара.

Согласно Международной гидрографической организации (МГО), Средиземное море делится на несколько меньших водоёмов, каждый со своим собственным обозначением (с запада на восток):
- Гибралтарский пролив;
- Море Альборан между Испанией и Марокко;
- Балеарское море между континентальной Испанией и принадлежащими ей Балеарскими островами;
- Лигурийское море между Корсикой и Лигурией (Италия);
- Тирренское море между Сардинией, Апеннинским полуостровом и Сицилией;
- Ионическое море между Италией, Албанией и Грецией;
- Адриатическое море между Италией, Словенией, Хорватией, Боснией и Герцеговиной, Черногорией и Албанией;
- Эгейское море между Грецией и Турцией.

#### Другие моря

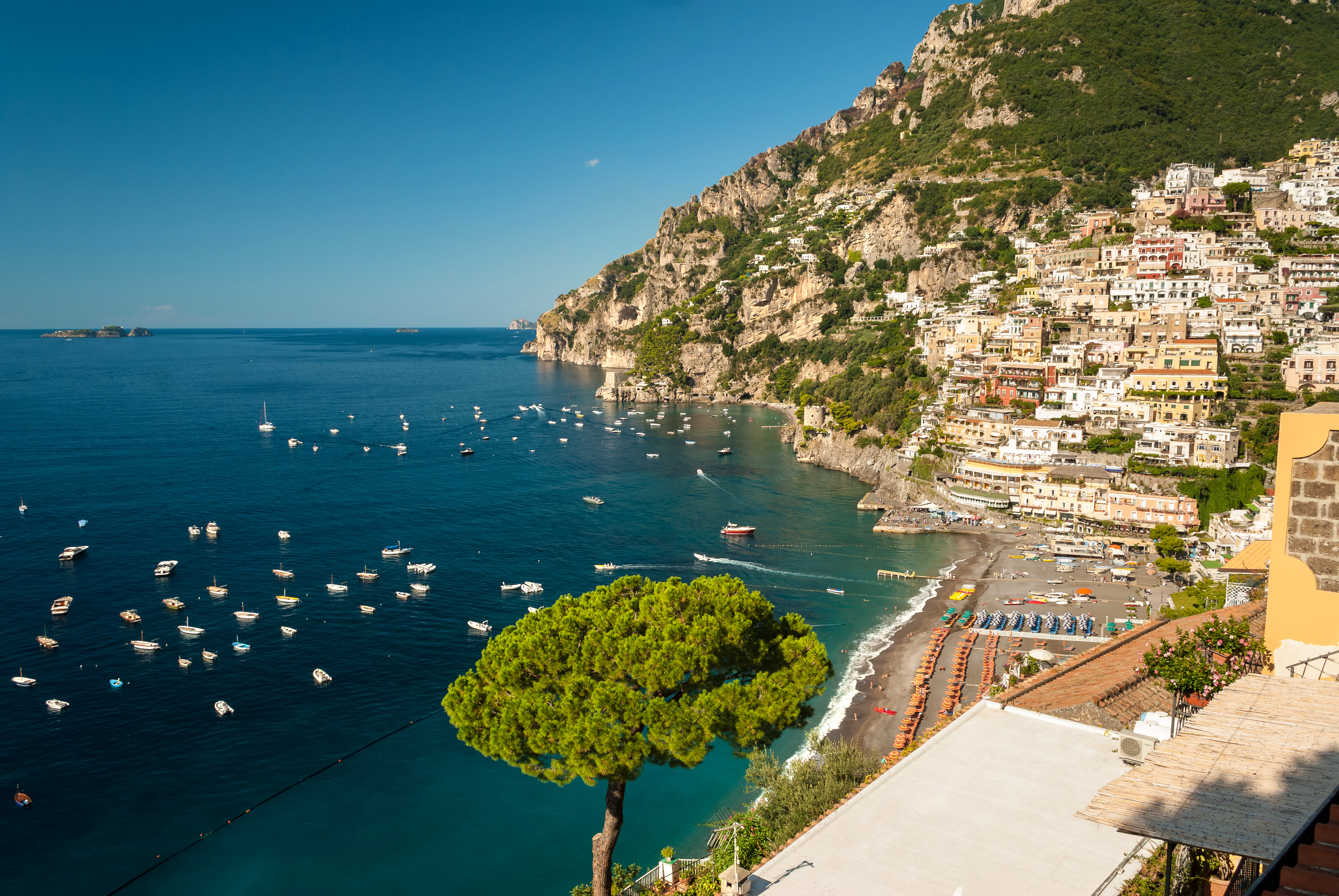
Амальфитанское побережье, Тирренское море.

Хоть они и не признаются договорами МГО, существуют также другие моря, чьи названия были в общем пользовании с древнейших времён и по настоящее время:
- Сардинское море между Сардинией и Балеарскими островами, часть Балеарского моря;
- Ливийское море между Ливией и Критом.
- В Эгейском море:
  - Фракийское море на севере,
  - Миртойское море между Кикладами и Пелопоннесом,
  - Критское море севернее Крита,
  - Икарийское море между Косом и Хиосом.
- Киликийское море между Турцией и Кипром.
- Левантийское море на востоке Средиземного моря.

#### Другие объекты

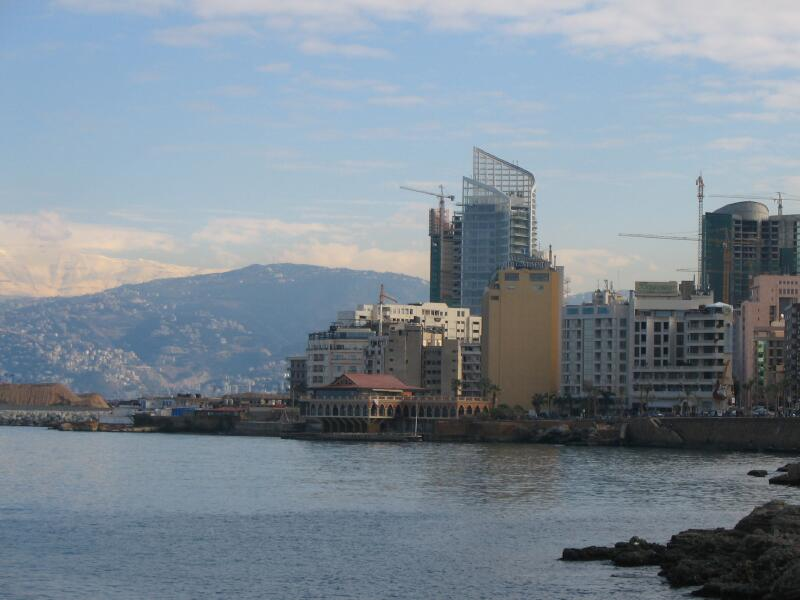
Вид на залив Святого Георга и покрытую снегом гору Саннин со стороны Корниша, Бейрут

Многие из этих малых морей упоминаются в местной мифологии и фольклоре и заимствуют свои названия из них. Кроме морей также признаётся большое число заливов и проливов:
- Залив Святого Георга или Бейрутский залив в Бейруте, Ливан
- Мыс Рас-Ибн-Нани в Латакии, Сирия
- Мыс Рас-аль-Бассит в Северной Сирии
- Залив Минет-эль-Бейда («Белая гавань») около древнего Угарита, Сирия
- Гибралтарский пролив соединяет Атлантический океан со Средиземным морем и отделяет Испанию от Марокко
- Гибралтарский залив на южной оконечности Пиренейского полуострова
- Коринфский залив между Полуостровом Пелопоннес и Центральной Грецией
- Пагасетийский залив, залив в Волосе, к югу от залива Термаикос, образованный полуостровом горы Пелион
- Саронический залив, залив в Афинах, между Коринфским каналом и Миртойским морем
- Залив Термаикос, залив в Салониках, расположенный в северном греческом регионе Македония
- Залив Кварнер, Хорватия
- Лионский залив на юге Франции
- Валенсийский залив на востоке ИспанииКоторский залив

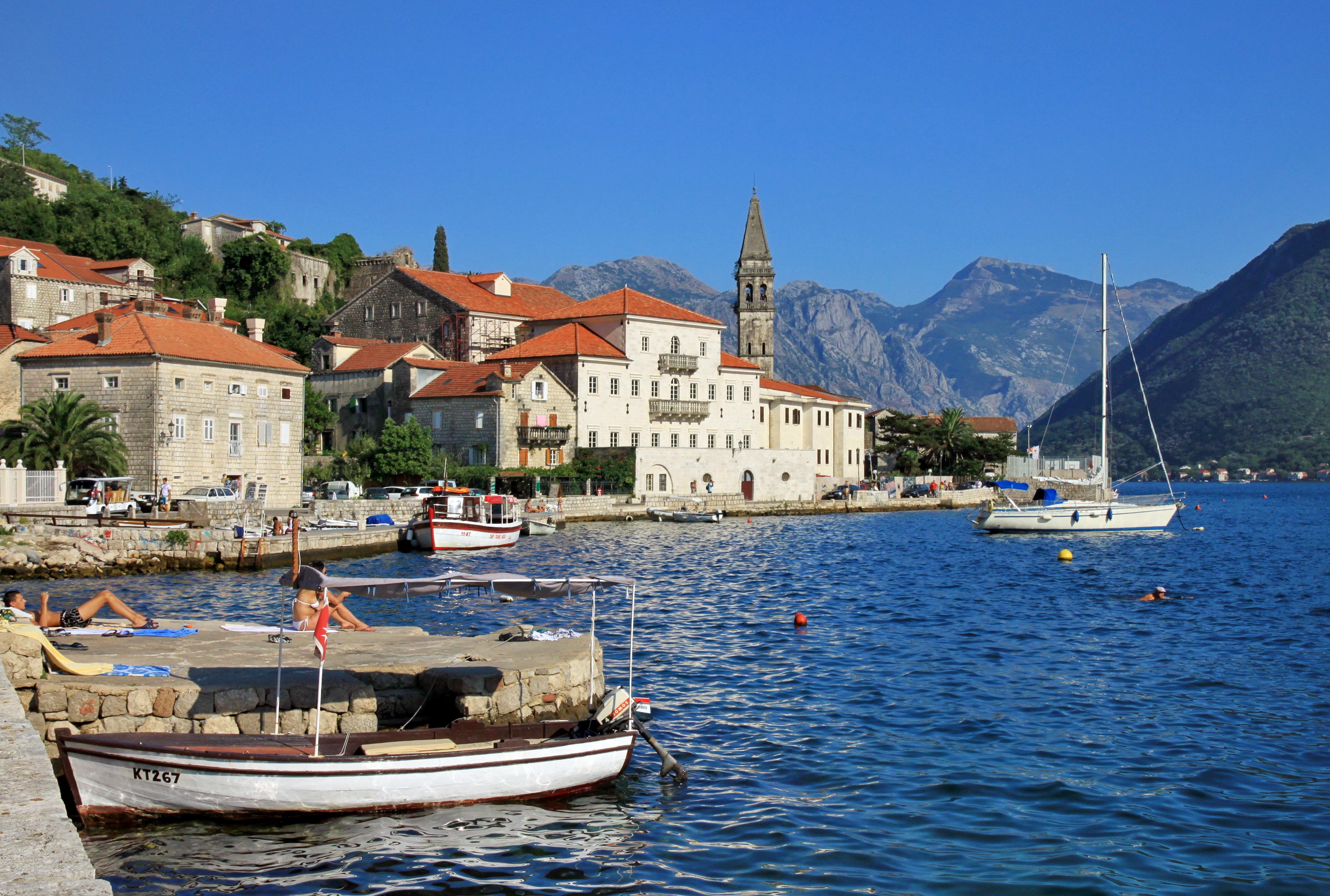
Которский залив

- Мессинский пролив между Сицилией и Калабрией (Италия)
- Генуэзский залив на северо-западе Италии
- Венецианский залив на северо-востоке Италии
- Триестский залив между Северо-Восточной Италией и Словенией
- Залив Таранто на юге Италии
- Салернский залив на юго-западе Италии
- Неаполитанский залив на юго-западе Италии
- Гаэтанский залив на юго-западе Италии
- Залив Скуиллаче на юге Италии
- Пролив Отранто между Италией и Албанией
- Хайфский залив на севере Израиля
- Залив Сидра между Триполитанией (западная Ливия) и Киренаикой (восточная Ливия)
- Тунисский пролив между Сицилией и Тунисом
- Пролив Бонифачо между Сардинией и Корсикой
- Залив Искендерун между Искендеруном и Аданой (Турция)
- Залив Анталья между западным и восточным берегами Антальи (Турция)
- Которский залив на северо-западе Черногории и юго-западе Хорватии
- Мальтийский пролив между Сицилией и Мальтой
- Пролив Гозо между островом Мальта и Гоцо

### Геологическое строение и рельеф дна
Дно Средиземного моря распадается на несколько котловин с относительно крутыми материковыми склонами, глубиной 2—4 км. Вдоль берегов котловины окаймлены узкой полосой шельфа, расширяющейся только между побережьем Туниса и Сицилией, а также в пределах Адриатического моря.
Геоморфологически Средиземное море можно разделить на 3 бассейна: Западный — Алжиро-Прованский бассейн с максимальной глубиной свыше 2800 м, объединяющий впадины морей Альборан, Балеарского и Лигурийского, а также впадину Тирренского моря — свыше 3600 м; Центральный — свыше 5100 м (Центральная котловина и впадины морей Адриатического и Ионического) и Восточный — Левантинский, около 4380 м (впадины морей Леванта, Эгейского и Мраморного).

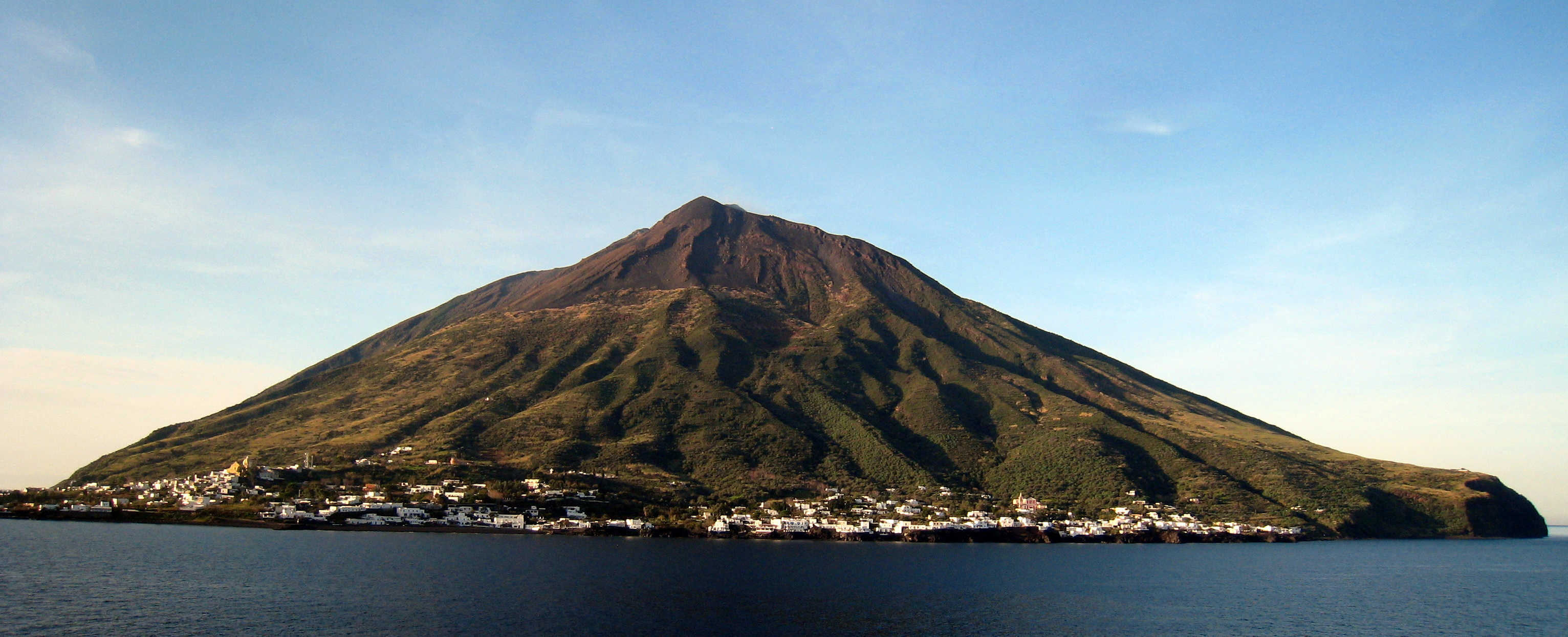
Стромболи

Дно некоторых котловин покрыто неоген-антропогеновыми толщами (в Балеарском и Лигурийском море мощностью до 5—7 км) осадочных и вулканических пород. Среди мессинских (верхний миоцен) отложений Алжиро-Прованской котловины значительная роль принадлежит соленосной эвапоритовой толще (мощностью свыше 1,5—2 км), образующей структуры, характерные для соляной тектоники. По бортам и в центре Тирренской котловины протягивается несколько крупных разломов с приуроченными к ним потухшими и действующими вулканами; некоторые из них образуют большие подводные горы (Липарские острова, вулкан Марсили, Вавилова и др.). Вулканы по окраинам котловины (в Тосканском архипелаге, на Понцианских о-вах, Везувий, а также Липарские о-ва) извергают кислые и щелочные лавы, вулканы в центральной части Средиземного моря — более глубинные, основные лавы (базальты).
Часть Центрального и Восточный (Левантинский) бассейны заполнены осадочными толщами, в том числе мощными продуктами речных выносов, особенно Нила. На дне этих котловин, по данным геофизических исследований, выделены Гелленский глубоководный жёлоб и Центральный Средиземноморский вал — крупный свод высотой до 500—800 м. Вдоль подножия материкового склона Киренаики прослеживается Ливийский жёлоб, очень чётко выраженный в рельефе и слабо заполненный осадками. Котловины Средиземного моря очень разные по времени заложения. Значительная часть Восточного (Левантинского) бассейна заложилась в мезозое, Алжиро-Прованского бассейна — с конца олигоцена — начала миоцена, некоторые котловины Средиземного моря — в начале — середине миоцена, плиоцене. В конце миоцена (мессинском веке) на большей части площади Средиземного моря уже существовали неглубокие котловины. Глубина Алжиро-Прованского бассейна во время отложения солей в мессинском веке была около 1—1,5 км. Соли накапливались в результате сильного испарения и концентрации рассола вследствие притока морской воды в замкнутый водоём через пролив, существовавший южнее Гибралтара.
Современные глубины Тирренской впадины образовались в результате опускания дна в течение плиоцена и антропогенового периода (за последние 5 млн лет); в результате такого же относительно быстрого опускания возникли и некоторые другие котловины. Образование котловин Средиземного моря связывают либо с растяжением (раздвиганием) материковой земной коры, либо с процессами уплотнения земной коры и её проседания. В отдельных участках котловин продолжаются процессы геосинклинального развития. Дно Средиземного моря во многих частях перспективно для поисков месторождений нефти и газа, особенно в области распространения соляных куполов. В шельфовых зонах залежи нефти и газа приурочены к мезозойским и палеогеновым отложениям.
Геологическая история моря включает периоды его практически полного пересыхания.

### Гидрологический режим
Гидрологический режим Средиземного моря формируется под влиянием большого испарения и общих климатических условий. Преобладание расхода пресной воды над приходом ведёт к понижению уровня, что является причиной постоянного притока поверхностных менее солёных вод из Атлантического океана и Чёрного моря. В глубинных слоях проливов происходит отток высокосолёных вод, вызванный разностью плотности воды на уровне порогов проливов. Основной водообмен происходит через Гибралтарский пролив (верхнее течение приносит 42,32 тыс. км³ в год атлантической воды, а нижнее — выносит 40,8 тыс. км³ средиземноморской); через Дарданеллы втекает и вытекает соответственно 350 и 180 км³ воды в год.
Циркуляция вод в Средиземном море имеет, главным образом, ветровую природу; она представлена основным, почти зональным Канарским течением, переносящим воды преимущественно атлантического происхождения вдоль Африки, от Гибралтарского пролива до берегов Ливана, системой циклонических круговоротов в обособленных морях и бассейнах слева от этого течения. Толща вод до глубины 750—1000 м охвачена однонаправленным по глубине переносом вод, за исключением Левантинского промежуточного противотечения, переносящего левантинские воды от острова Мальта до Гибралтарского пролива вдоль Африки.
Скорости установившихся течений в открытой части моря 0,5—1,0 км/ч, в некоторых проливах — 2—4 км/ч. Средняя температура воды на поверхности в феврале понижается с севера на юг от 8—12 до 17 °C в восточной и центральных частях и от 11 до 15 °C на западе. В августе средняя температура воды изменяется от 19 до 25 °C, на крайнем востоке она повышается до 27—30 °C. Большое испарение ведёт к сильному повышению солёности. Её значения увеличиваются с запада на восток от 36 до 39,5 ‰. Плотность воды на поверхности изменяется от 1,023—1,027 г/см³ летом — до 1,027—1,029 г/см³ зимой. В период зимнего охлаждения в районах с повышенной плотностью развивается интенсивное конвективное перемешивание, которое приводит к формированию высокосолёных и тёплых промежуточных вод в Восточном бассейне и глубинных вод на севере западного бассейна, в Адриатическом и Эгейском морях. По придонным температуре и солёности Средиземное море является одним из самых тёплых и солёных морей Мирового океана (12,6—13,4 °C и 38,4—38,7 ‰ соответственно). Относительная прозрачность воды доходит до 50—60 м, цвет — интенсивно синий.
Приливы в основном полусуточные, их величина менее 1 м, но в отдельных пунктах в сочетании с ветровыми нагонами колебания уровня могут достигать 4 м (Генуэзский залив, у северного берега острова Корсика и др.). В узких проливах наблюдаются сильные приливные течения (Мессинский пролив). Максимальное волнение отмечается зимой (высота волн достигает 6—8 м).

### Климат

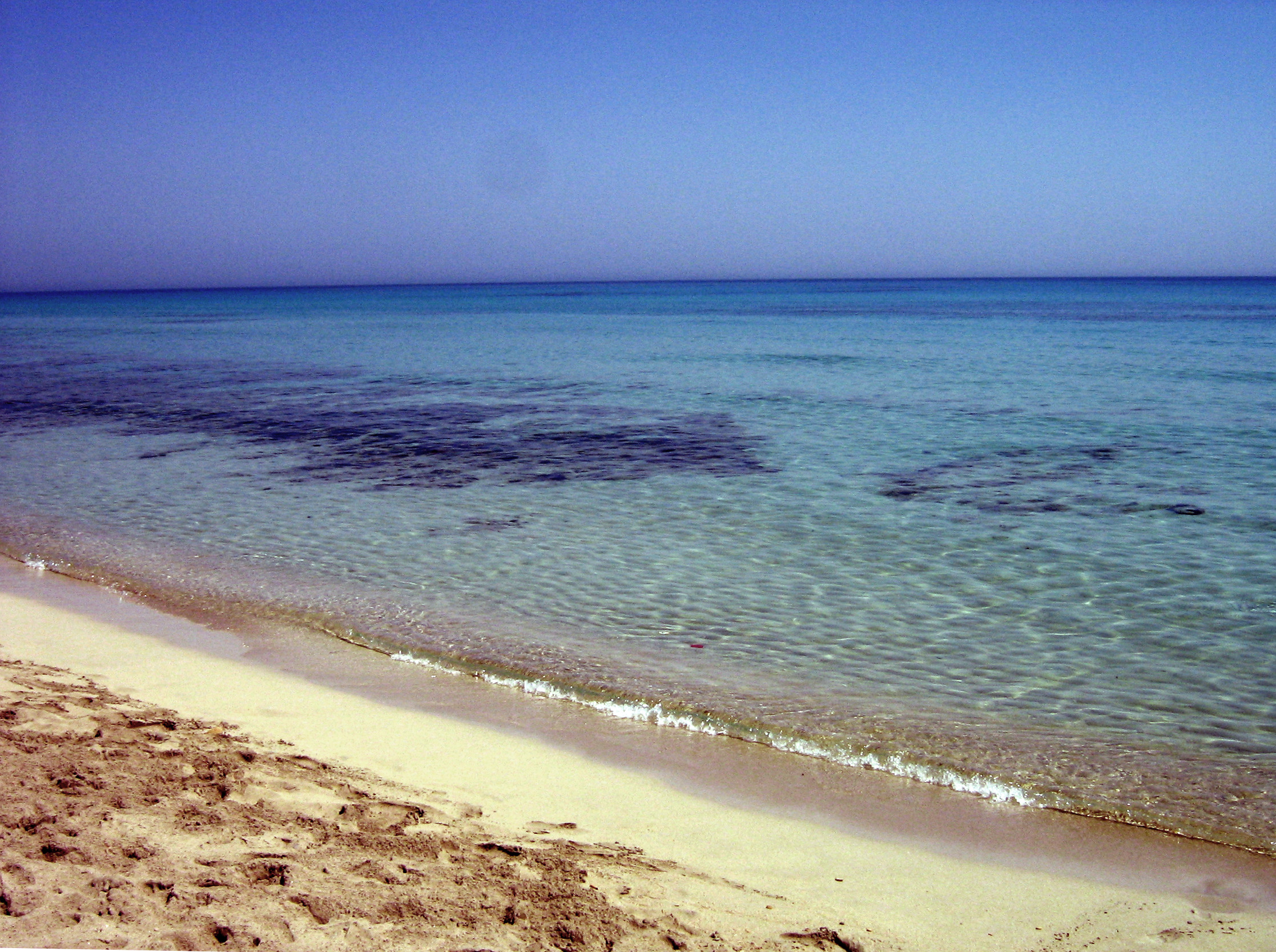
Средиземное море у берегов Ливии летом

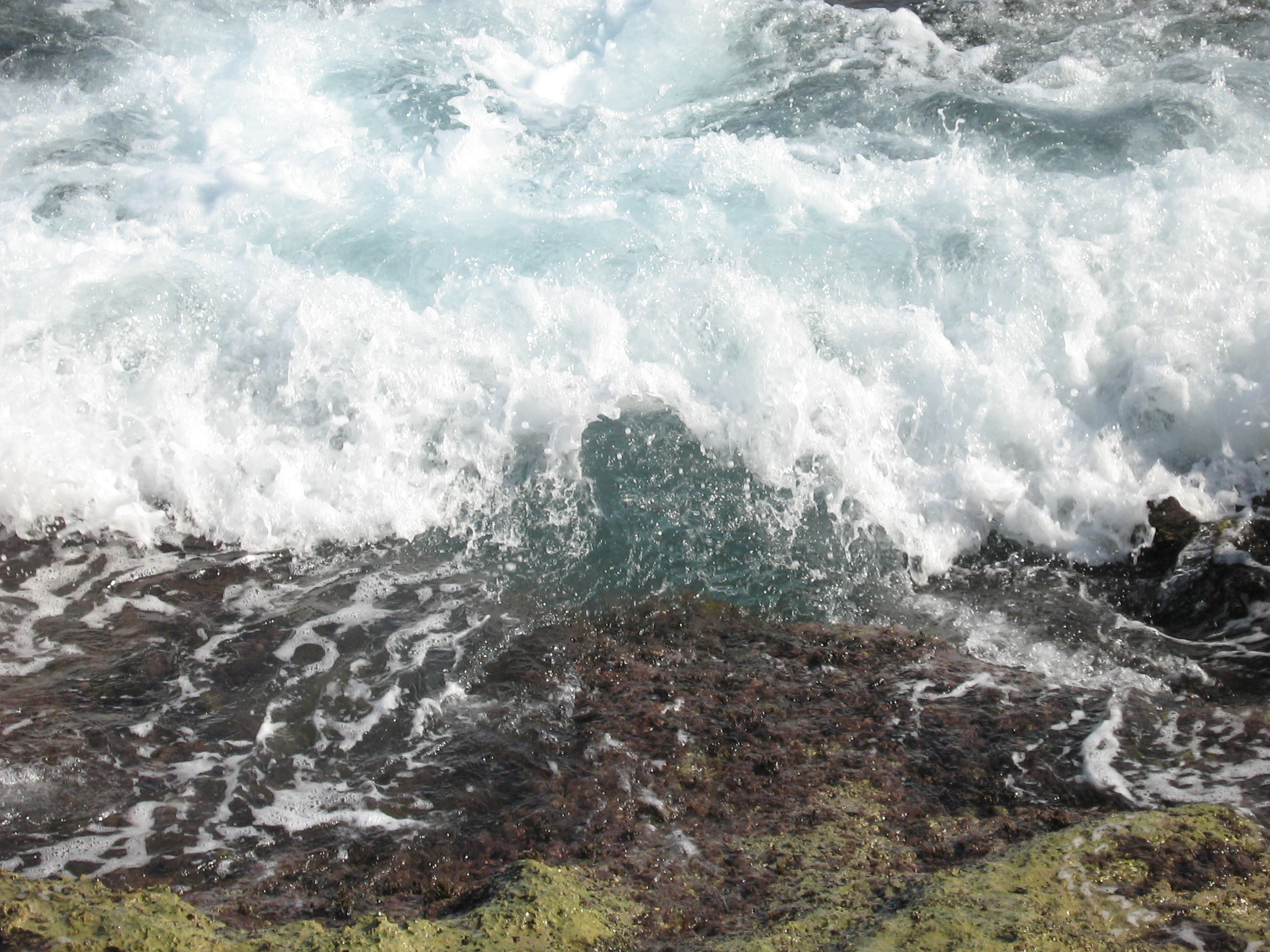
Средиземное море у берегов Мальты осенью

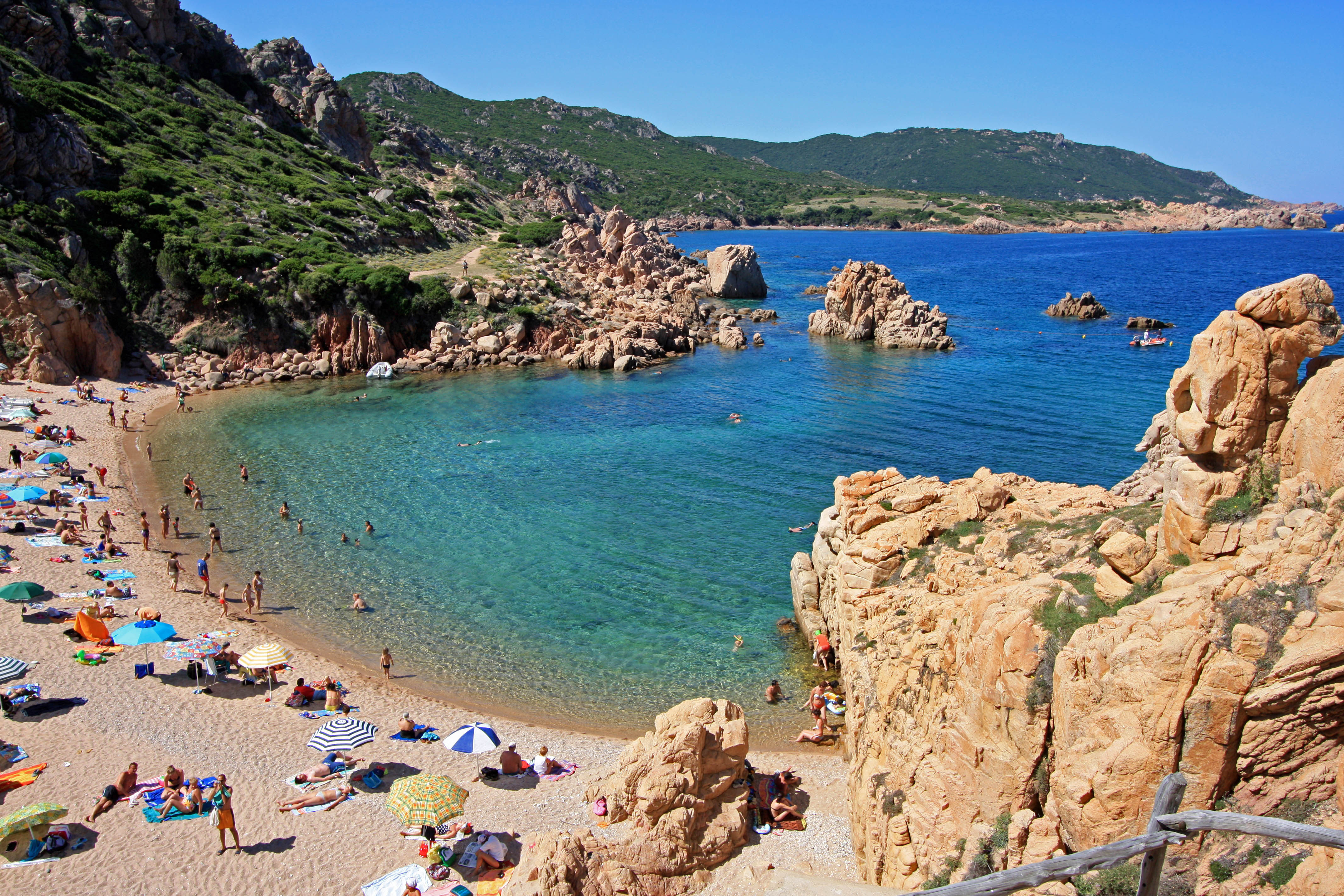
Средиземное море летом, Сардиния

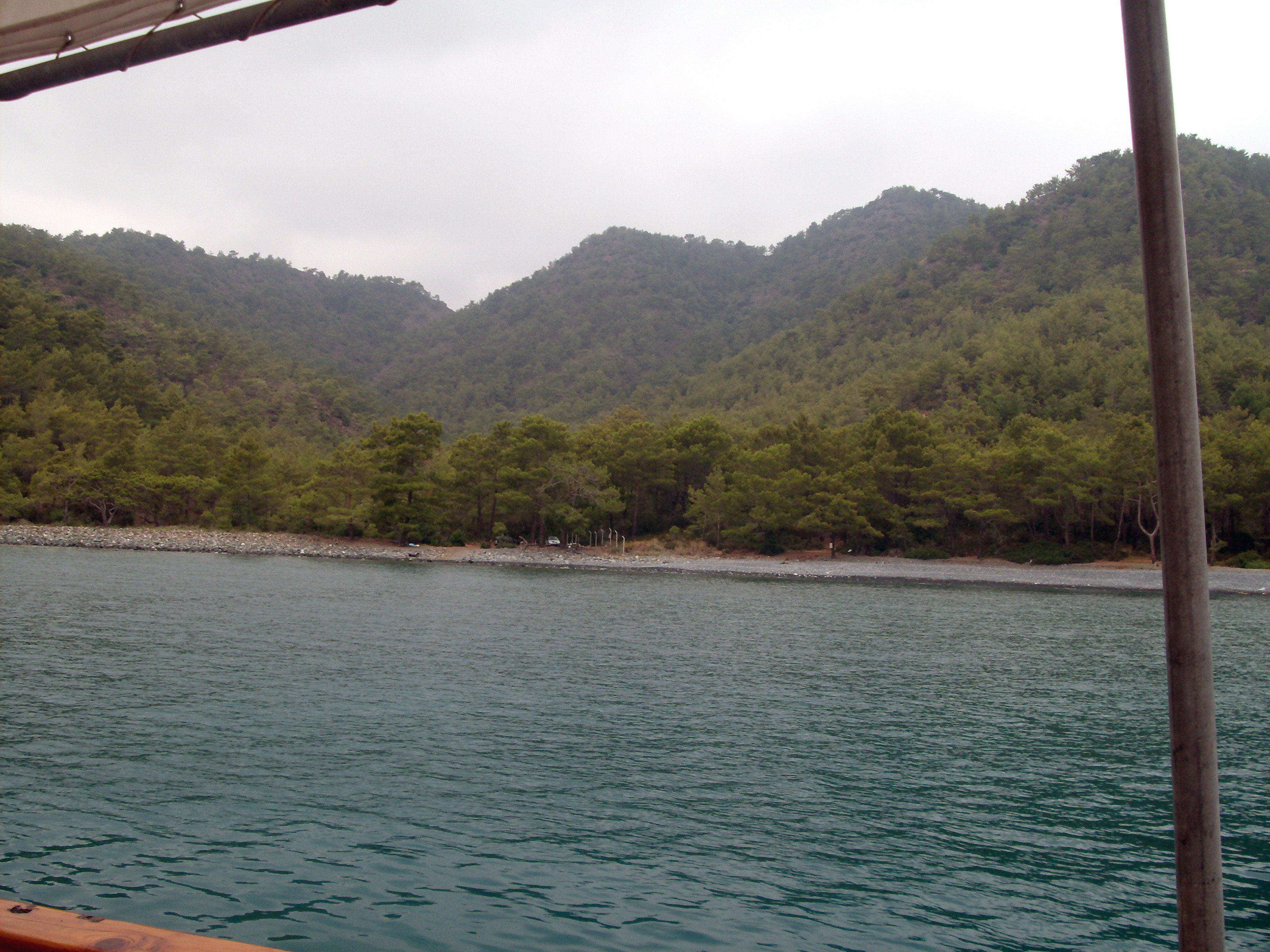
Средиземное море в пасмурную погоду

Климат Средиземного моря определяется его положением в субтропическом поясе и отличается большой спецификой, которая выделяет его в самостоятельный средиземноморский тип климата, характеризующийся мягкой зимой и жарким сухим летом. Зимой над морем устанавливается ложбина пониженного давления атмосферы, что определяет неустойчивую погоду с частыми штормами и обильными осадками; холодные северные ветры понижают температуру воздуха. Развиваются местные ветра: мистраль в районе Лионского залива и бора на востоке Адриатического моря. Летом большую часть Средиземного моря охватывает гребень Азорского антициклона, что определяет преобладание ясной погоды с небольшой облачностью и малым количеством осадков. В летние месяцы наблюдаются сухие туманы и пыльная мгла, выносимая из Африки южным ветром сирокко. В Восточном бассейне развиваются устойчивые северные ветры — этезии.
Средняя температура воздуха в январе изменяется от 14—16 °C у южных берегов до 7—10 °C на севере, в августе — от 22—24 °C на севере до 25—30 °C в южных районах моря. Испарение с поверхности Средиземного моря достигает 1250 мм в год (3130 км³). Относительная влажность воздуха изменяется от 50—65 % летом до 65—80 % зимой. Облачность летом 0—3 балла, зимой около 6 баллов. Среднее годовое количество осадков 400 мм (около 1000 км³), оно изменяется от 1100—1300 мм на северо-западе до 50—100 мм на юго-востоке, минимум — в июле-августе, максимум — в декабре.
Характерны миражи, которые часто наблюдаются в Мессинском проливе (Фата-моргана).

### Растительность и животный мир
Растительность и животный мир Средиземного моря отличаются относительно слабым количественным развитием фито- и зоопланктона, что влечёт за собой относительно небольшое количество питающихся ими более крупных животных, в том числе рыб. Количество фитопланктона в поверхностных горизонтах составляет всего 8—10 мг/м³, на глубине 1000—2000 м его в 10—20 раз меньше. Весьма разнообразны водоросли (преобладают перидинеи и диатомеи).
Фауна Средиземного моря характеризуется большим видовым разнообразием, однако число представителей отдельных видов невелико. Встречаются раки, один вид тюленей (белобрюхий тюлень), морские черепахи. Рыб 550 видов (скумбриевые, сельдевые, анчоусовые, кефали, корифеновые, тунцы, пеламиды, ставриды и др.). Около 70 видов рыб-эндемиков, в том числе скаты, виды хамсы, бычков, морских собачек, губана и рыбы-иглы. Из съедобных моллюсков наибольшее значение имеют устрица, средиземноморско-черноморская мидия, морской финик. Из беспозвоночных распространены осьминоги, кальмары, сепии, крабы, лангуст; многочисленны виды медуз, сифонофор; в некоторых районах, особенно в Эгейском море, обитают губки и красный коралл.

### Экологические проблемы
На дне Средиземного моря недалеко от берегов Италии обнаружена самая большая концентрация микропластика в морях. Здесь на один м² дна приходится до 1,9 миллиона пластмассовых частиц, в основном волокон синтетических тканей и мелких кусочков более крупных пластиковых предметов. Микропластик накапливается в разных частях моря из-за быстрых течений. Эти частицы очень маленькие, поэтому они, попадая в стремительные подводные потоки, быстро переносятся на дно.

## Экономико-географический очерк
Побережье Средиземного моря издавна плотно заселено, отличается высоким уровнем хозяйственного развития (особенно страны, расположенные по его северному побережью).

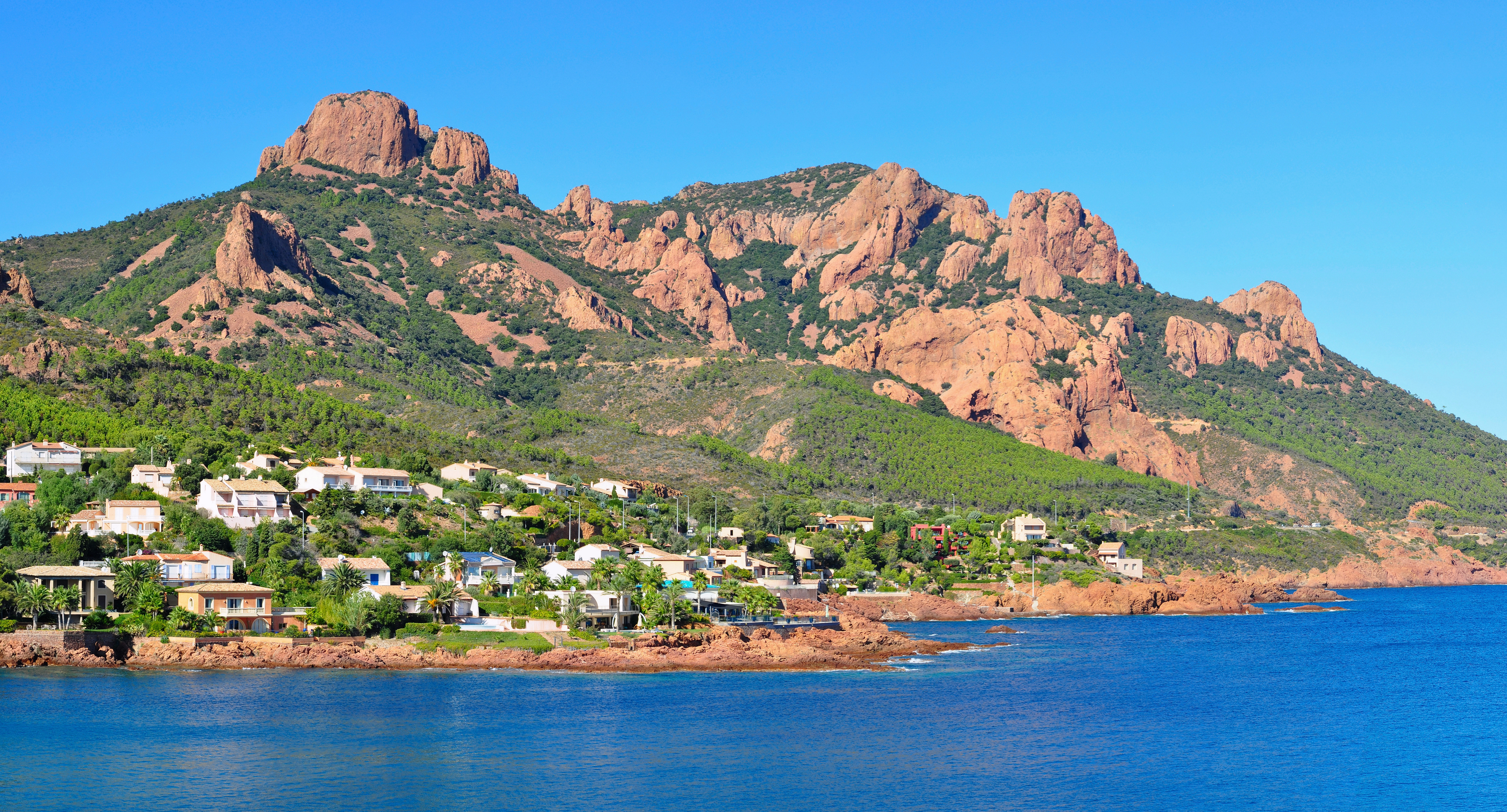
Лазурный Берег

Сельское хозяйство средиземноморских стран выделяется производством цитрусовых (около одной трети мирового сбора), хлопка, масличных. В системе международных торгово-экономических связей Средиземное море занимает особое положение. Находясь на стыке трёх частей света (Европы, Азии и Африки), Средиземное море является важным транспортным путём, по которому проходят морские связи Европы с Азией, Северной Африкой, а также Австралией и Океанией. По Средиземному морю проходят важные торговые пути, связывающие страны черноморского бассейна с западными странами, и линии большого каботажа между черноморскими и рядом других портов.
Транспортное значение акватории Средиземного моря для Западной Европы непрерывно возрастает в связи с усиливающейся зависимостью этих стран от импорта сырья. Особенно велика роль Средиземного моря в перевозках нефти. Средиземное море — важный «нефтяной» путь между Западной Европой и Ближним Востоком. Доля южных портов (главные из которых — Марсель, Триест, Генуя) в снабжении Западной Европы нефтью постоянно растёт (около 40 процентов в 1972 году). Порты Средиземного моря связаны трубопроводами как со странами Западной Европы, в том числе Австрией, Германией, Францией, Швейцарией, так и с месторождениями нефти Ближнего Востока и Северной Африки. Велики также перевозки различных видов сырья, металлических руд и бокситов, сельскохозяйственных продуктов по Суэцкому каналу, через который проходят связи Западной Европы с Азией и Австралией. Крупнейшие порты — Марсель с аванпортами во Франции, Генуя, Аугуста, Триест в Италии, Сидра, Марса-Брега в Ливии.
На побережье Средиземного моря и на островах созданы многочисленные промышленные предприятия. На сырьё, доставляемом морем, развилась химическая и металлургическая промышленность. Крупными узлами химической промышленности стали в 1960—1975 годах острова Сардиния и Сицилия в Италии, устье Роны во Франции и др. Начата добыча нефти и газа на шельфе Средиземного моря (северная часть Адриатического моря, побережье Греции и др.).
Рыболовство в Средиземном море по сравнению с другими бассейнами Атлантического океана имеет второстепенное значение. Индустриализация побережья, рост городов, развитие рекреационных зон ведут к интенсивному загрязнению прибрежной полосы. Широко известны курорты Лазурного берега (Ривьера) во Франции и Италии, курорты Левантийского побережья и Балеарских островов в Испании и др.

## Средиземное море в картографии
Средиземное море имело большое значение в истории картографии. Его побережья и острова служили древним географам опорными пунктами для картографии земного шара. Так, Дикеарх, ученик Аристотеля, на своей карте Земли наносил различные пункты по расстоянию их от продольной оси Средиземного моря (параллель 36°) и от перпендикуляра к этой оси, проведённого через остров Родос. На берегах Средиземного моря были произведены первые астрономические определения пунктов (Эратосфеном и Гиппархом) и первое градусное измерение для определения размеров земного шара (Эратосфен измерил дугу меридиана между Александрией и Сиеной). Что касается общей карты Средиземного моря, то создание её относится уже к новому времени. В древности и в средние века пользовались путевыми картами (портуланами), которые, отличаясь большими подробностями в отношении разных местностей, страдали неточностью в географических положениях основных пунктов. Птолемеем была составлена карта или, вернее, таблица пунктов Средиземного моря, с указанием широт и долгот их, как по личным его определениям, так и особенно по наблюдениям его предшественников (Эратосфена, Гиппарха, Марина Тирского). Многие из этих пунктов подверглись впоследствии исправлению, сделанному арабским астрономом Абул-Гассаном; это исправление значительно приблизило размеры Средиземного моря к действительным. Так, например, длина продольной оси Средиземного моря по Птолемею составляет 61°, по арабским таблицам — 42°30'; последняя отличается от действительной только на 52'. Однако и в исправленном виде Птолемеева таблица оказывалась неверной для многих мест (до 4° по долготе).
В начале XVII столетия появился первый специальный труд о Средиземном море итальянского инженера Bartolomeo Crescention («Della nautica mediterranaea», Рим, 1602), но этот труд заключал в себе лишь практические указания для мореплавателей. Только к середине XVII столетия астрономы стали обращать всё большее внимание на исправление Птолемеевой таблицы. Французская академия наук в 1666 году поручила искусному наблюдателю Шазелю (Chazelles) вновь определить географические координаты важнейших пунктов в восточной части Средиземного моря. Наблюдения Шазеля во многом улучшили карту Средиземного моря, сведя погрешность долгот местами всего до 0,5° (Александретта); тем не менее, первой полной картой Средиземного моря, с относительно точным определением главных очертаний, мы обязаны капитану Готье, который составил её по данным, собранным им в течение 1816—1819 годов. Впоследствии эту карту улучшили Досси и Келлер (в 1849—1851 годов), а также совместные труды моряков, особенно французских и английских, в 1881 году английское адмиралтейство издало подробные карты Средиземного моря (Mediterranean Sea complied from the most recent surveys), откорректированные в 1899 году.

## Открытия
В ходе совместной экспедиции учёных Национального института океанографии и экспериментальной геофизики Триеста (Ogs), а также Мальтийского университета, были открыты три новых крупных подводных вулкана в районе Сицилийского пролива, высота этих геологических образований достигает 150 метров.